# 1904년 하계 올림픽 체조 남자 안마
1904년 하계 올림픽 체조 남자 안마는 미국 세인트루이스에서 개최된 1904년 하계 올림픽 체조의 세부 종목이다. 10월 28일에 진행되었고, 참가 선수 중 상위 5명의 선수와 경기 결과에 대해서만 알려져 있다.

## 경기장
| 도시         | 경기장        | 원어명        | 비고    |
| ------------ | ------------- | ------------- | ------- |
| 세인트루이스 |               |               | 전 경기 |
| 세인트루이스 | 프랜시스 필드 | Francis Field | 전 경기 |

## 경기 결과
| 순위 | 선수                  | 기록 |
| ---- | --------------------- | ---- |
| 1    | 안톤 헤이다 (USA)     | 42   |
| 2    | 조지 에이저 (USA)     | 33   |
| 3    | 윌리엄 머즈 (USA)     | 29   |
| 4-5  | 존 두하 (USA)         |      |
| 4-5  | 에드워드 헤니그 (USA) |      |

## 메달리스트
| 종목      | 금                 | 은                 | 동                 |
| --------- | ------------------ | ------------------ | ------------------ |
| 남자 안마 | 안톤 헤이다 · 미국 | 조지 에이저 · 미국 | 윌리엄 머즈 · 미국 |

## 범례
|  | 세계 신기록                  |  |                   | 아프리카 신기록 |                      | Q | 예선 통과 |
|  | 올림픽 신기록                |  | 북아메리카 신기록 | DNS             | 경기를 시작하지 않음 |   |           |
|  |                              |  | 아시아 신기록     | DNF             | 경기를 마치지 않음   |   |           |
|  | 국가 신기록                  |  | 유럽 신기록       | DSQ             | 실격                 |   |           |
|  | 개인 최고 기록 (개인 신기록) |  | 오세아니아 신기록 | WD              | 기권                 |   |           |
|  | 시즌 최고 기록 (시즌 신기록) |  | 남아메리카 신기록 | NM              | 기록 없음            |   |           |

## 참고 문헌
- 국제 올림픽 위원회 - 1904년 하계 올림픽 기계 체조 경기 결과 (영어)
- (영어) George Seymour Lyon - 1904년 올림픽 금메달리스트
- (폴란드어) Pawel, Wudarski (1999). “Wyniki Igrzysk Olimpijskich”. 2008년 10월 14일에 원본 문서에서 보존된 문서. 2006년 12월 17일에 확인함.
- (영어) De Wael, Herman. “Herman's Full Olympians: "Gymnastics 1904".”.